# ليام آدامز
ليام آدامز (بالإنجليزية: Liam Adams) هو عداء مسافات طويلة أسترالي، ولد في 4 سبتمبر 1986.

## وصلات خارجية
- ليام آدامز على موقع الاتحاد الدولي لألعاب القوى (الإنجليزية)
- ليام آدامز على موقع النتائج التاريخية لألعاب القوى الأسترالية (الإنجليزية)
- ليام آدامز على موقع اللجنة الأولمبية الدولية (الإنجليزية)
- ليام آدامز على موقع أوليمبيديا (الإنجليزية)
- ليام آدامز على موقع اللجنة الأولمبية الأسترالية (الإنجليزية)
- ليام آدامز على موقع اتحاد ألعاب الكومنولث (مؤرشف) (الإنجليزية)
- ليام آدامز على موقع دورة ألعاب الكومنولث 2014 (مؤرشف) (الإنجليزية)